# 南定四郎
南 定四郎（みなみ ていしろう、1931年12月23日 - ）は、日本の編集者、著述家、人権活動家。1974年にゲイ雑誌『アドン』を創刊し、1984年に国際レズビアン・ゲイ協会（ILGA）の日本支部を立ち上げ、1992年に東京国際レズビアン&ゲイ映画祭をスタートさせ、1994年に日本初のプライド・パレード「東京レズビアン・ゲイ・パレード」を主催した。日本におけるLGBT運動の始祖として知られる。

## 来歴
樺太大泊町で5人きょうだいの次男として生まれた。1945年8月11日、ソ連軍が樺太への侵攻作戦を開始。一家は南の母親の郷里であった秋田県南秋田郡戸賀村に引き揚げた。その後、親元を離れて秋田市にある叔母の家へ転居した。1950年に県内の高校を卒業し、秋田地方検察庁に就職。同年夏、職場からの帰宅途中に立ち寄った書店で、一冊の雑誌と出合う。雑誌には同性愛のことが書かれてあり、南は「自分のことではないか」と初めて自覚したという。東京に行けば同性愛者に会えるのではないかと思い、1951年末頃に東京周辺への異動を依願した。依願が認められ、1952年に横浜地検に異動した後、民放ラジオ局、演劇雑誌社、業界新聞社などに勤務した。
1960年6月4日、安保改定阻止を目的とする「声なき声の会」の最初のデモが行われる。小林トミらは「誰デモ入れる声なき声の会　皆さんおはいり下さい」と書かれた横幕を掲げて歩いたため、参加者は連日にわたり増えて行った。その中に南も含まれていた。南は社会運動の手法を「声なき声の会」から学んだとのちに述べている。
1971年7月、第二書房から『薔薇族』創刊号（9月号）が発売。南は創刊号を読んで、小説を投稿することを決意。編集の手伝いをするかたわら、同誌に小説を寄稿した。翌1972年、アドニス通信社（砦出版の前身）を創立し、同年12月に『アドニスボーイ』を月刊のタブロイドのミニコミのスタイルで創刊した。また、同年に第二書房から書き下ろしの小説『あいつが好きだ』を上梓した。
1974年、正式に『薔薇族』から独立し、出資協力を得て『アドン』を創刊した（5月号）。
1984年初頭、国際ゲイ協会（IGA。現在は国際レズビアン・ゲイ協会、ILGA）の幹部のビル・シュアーが南を訪ね、日本支部を作らないかと打診した。当時の南は政治的な活動に興味がなかったため一旦断った。IGAは『アドン』以外のゲイ雑誌に頼み、断られ、再度、南に連絡をとった。その時、スウェーデンから来ていたIGAの担当者が宿代が高くて困っていると聞き、南は1週間ほど自宅を提供。話を聞くうちに、自分でもやれそうだと思い、同年2月14日、中山晋作、シュアーとともにIGA日本を設立した。新宿区四谷三栄町にアパートを借りて事務所とした。
南は『アドン』にIGA日本の活動報告や、学習会を告知する広告を積極的に掲載した。これを見て参加した者の中に、札幌市で銀行員をしていた永野靖がいた。南は永野に札幌でミーティングなどを開くよう働きかけた。1987年に永野は東京に転勤。「動くゲイとレズビアンの会」（現・アカー）に参加した。
1989年、東京で初のゲイ・アジア会議を開催。
1990年、1984年にILGA日本に入会した真野清一の協力を得て、当時タイの主要ゲイ雑誌だった『Neon』の編集長ヌクル・ベンチャマットと接触し、バンコクで第2回ゲイ・アジア会議を開催。
1991年2月12日、アカーは、東京都が府中青年の家の利用を拒否したことをめぐり、都を相手取り損害賠償請求訴訟を起こした（東京都青年の家事件）。提訴の直後、南は『アドン』にアカーによる報告記事を掲載し、それからほぼ毎月、裁判の状況を報じた。アカーの提訴に対し冷ややかな態度をとる伊藤文學とは対照的に、『アサヒ芸能』1991年2月28日号で「裁判提訴はむしろ遅かったくらいだ」と述べ、「これは同性愛者にとっての⼈権裁判。戦後45年間にわたって諸外国で⾏われてきた人権運動や市民権の確立と同じです。日本にも個⼈の意識とは別に、差別の意識があったということを浮き彫りにした」と連帯を表明した。
同年10月、「芸術表現を通じて社会におけるゲイの認知を促す」ことを目的として、「ゲイアートプロジェクト」を立ち上げ、映画祭を開くことを企画した。ILGA日本に加盟する団体として運営委員会が発足し、「ゲイアートプロジェクト」のメンバーと親交があり、トロントの映画祭主催者でもあった中国系カナダ人のフィルムコーディネーターに映画の選定を依頼した。1992年3月6日から8日にかけて第1回「東京国際レズビアン・ゲイ・フィルム&ビデオ・フェスティバル」が中野サンプラザの研修室で開催された。23本の作品が上映され、その中にドキュメンタリー『OCCUR 東京同性愛裁判』もあった。
1994年8月28日、日本で初めてのプライド・パレードである「第1回レズビアン・ゲイ・パレード in 東京」が開催された。南は主催者の一人として関わった。
2011年にパートナーと沖縄県に移住。現在はうるま市に住む。
2017年に「ピンクドット沖縄」の名誉顧問に就任。同年、沖縄市社会福祉協議会に頼まれ、LGBT向けの電話相談員になる。
2021年に「ピンクドット沖縄」が那覇市で開催された際、一般社団法人「日本LGBTサポート協会」理事の仲原和香乃から「パレードはしないんですか？」と言われた。沖縄県内ではまだ正式にプライド・パレードは行われていなかった。仲原はパレードを開催するなら協力すると申し出た。南がピンクドット沖縄の理事会に提案したことがきっかけで、翌年のパレード実施が決定。道路の使用許可での警察とのやり取りは「那覇市国際通り商店街振興組合連合会」が行った。2022年11月20日、「ピンクドット沖縄2022」が開催され、約300人の参加者が国際通りを歩いた。日曜日の歩行者天国の中でパレードができたため、日本では前例のない「警察官の警備がないパレード」が実現した。

## 著書
- 山内昇（※南の筆名）『留置所学入門』虎見書房、1971年。
- 南定四郎『あいつが好きだ』第二書房、1972年7月。
- 南定四郎『ホモロジー入門』第二書房、1972年12月。
- 南定四郎『エイズとともに生きる―バディ・システムを知っていますか』ポプラ社、1993年4月。ISBN 978-4591044780。